# Paraluederwaldtia bituberculata
Paraluederwaldtia bituberculata is een hooiwagen uit de familie Gonyleptidae.